# Llista de línies del metro de Nova York

## IRT
- Broadway-Seventh Avenue Line (Bronx-Manhattan-Brooklyn)
- Llançadora de 42nd Street (Manhattan)
- Dyre Avenue Line (Bronx)
- Eastern Parkway Line (Brooklyn)
- Flushing Line (Manhattan-Queens)
- Jerome Avenue Line (Bronx)
- Lenox Avenue Line (Manhattan)
- Lexington Avenue Line (Manhattan)
- New Lots Line (Brooklyn)
- Nostrand Avenue Line (Brooklyn)
- Pelham Line (Bronx)
- White Plains Road Line (Bronx)

## BMT
- 63rd Street Line (BMT)* (Manhattan)
- Archer Avenue Line (BMT)* (Queens)
- Astoria Line (Queens)
- Brighton Line (Brooklyn)
- Broadway Line (Manhattan)
- Canarsie Line (Manhattan-Brooklyn)
- Fourth Avenue Line (Brooklyn)
- Llançadora de Franklin Avenue (Brooklyn)
- Jamaica Line (Brooklyn-Queens)
- Myrtle Avenue Line (Brooklyn-Queens)
- Nassau Street Line (Manhattan)
- Sea Beach Line (Brooklyn)
- West End Line (Brooklyn)

## IND
- 63rd Street Line (IND)* (Manhattan-Queens)
- Archer Avenue Line (IND)* (Queens)
- Concourse Line (Bronx)
- Crosstown Line (Brooklyn-Queens)
- Culver Line (Brooklyn)
- Eighth Avenue Line (Manhattan-Brooklyn)
- Fulton Street Line (Brooklyn-Queens)
- Queens Boulevard Line (Queens)
- Llançadora de Rockaway Line (Queens)
- Second Avenue Subway (Manhattan) (en construcció)
- Sixth Avenue Line (Manhattan)

(*) Línies compartides per IND i BMT

## Connexions
- Túnel connexió de 60th Street (Queens)
- Connexió de Chrystie Street (Manhattan)